# Anna Żelazko
Anna Żelazko (ur. 15 kwietnia 1983) – polska piłkarka grająca na pozycji napastnika.

## Kariera sportowa
Zawodniczka Saveny Warszawa, a następnie Czarnych Sosnowiec z którymi dwukrotnie wywalczyła Puchar Polski (2000/2001, 2001/2002) a raz była finalistką tych rozgrywek (2004/2005). Następnie w AZS Wrocław, z którą to drużyną sięgnęła po dwa Mistrzostwa Polski (2006 i 2007) i Puchar Polski (2006/2007) oraz była finalistką Pucharu (2005/2006). Wystąpiła w dwóch edycjach Pucharu UEFA kobiet (edycje V i VI), zaliczyła 5 występów i strzeliła 1 bramkę.
Reprezentantka Polski debiutująca 23 maja 2001. Uczestniczka eliminacji do Mistrzostw Świata 2003 i MŚ 2007 oraz kwalifikacji do Mistrzostw Europy 2005 i ME 2009. Łącznie rozegrała dla biało-czerwonych 36 spotkań i zdobyła 14 goli. Ma za sobą także występy w kadrze U-18 (po raz pierwszy jako piętnastolatka 21 sierpnia 1998), w 19 meczach strzeliła 12 bramek.
Po upadku Unii Racibórz w 2014 roku przeszła do Górnika Łęczna, gdzie zakończyła swoją karierę w lipcu 2016 roku. Powodem takiej decyzji była kontuzja, której doznała jeszcze we wrześniu 2015 roku.
Jest rekordzistką Ekstraligi w liczbie zdobytych bramek – uzyskała 290 goli w 283 spotkaniach.